# Natangi
Natangi ali Notangi (prusko Notangi, poljsko Natangowie, litovsko Notangai, nemško Natanger) so bili pruski klan, naseljen v Natangiji. Večina Natangije  je zdaj del ruske eksklave Kaliningrajska oblast, južni del pa spada v poljsko Varminsko-Mazursko vojvodstvo.
Ko so tevtonski vitezi v 13. stoletju začeli svojo križarsko vojno proti Prusom, je na območju med rekama Pregolja in Lina živelo približno 15.000 ljudi. Ozemlje Natangov je na severu mejilo na polotok Sambija, na zahodu in jugu na Varmijo ter na jugovzhodu na Bartijo. Natangi so govorili verjetno izumrli zahodnobaltski jezik, podoben staropruskemu jeziku.

## Zgodovina
Natangi so prvič omenjeni v sporazumu med tevtonskimi vitezi in pomorjanskim vojvodom Svetopolkom II. iz leta 1238. Okoli leta 1239–1240 so jih podjarmili tevtonski vitezi in v Natangiji zgradili grad Kreuzburg. Kristburški sporazum, sklenjen na začetkuu leta 1249, ki je zagotovil osebno svobodo novo spreobrnjenim kristjanom, je vključeval tudi Natange. Sporazum ni odpravil temeljnih vzrokov vojne in Natangi so v bitki pri Krücknu novembra 1249 pobili 54 vitezov. Zmaga ni trajala dolgo. Vitezi so si v pičlih dveh letih opomogli in nadaljevali križarski pohod. Leta 1255 so zgradili Königsberg (danes Kaliningrad) ob izlivu reke Pregolja, tik ob meji med Natangijo in Sambijo.
Med veliko prusko vstajo (1260–1274) so Natangi za svojega poglavarja izvolili Herkusa Monteja, ki se je šolal v Nemčiji. Herkus je bil sprva  uspešen in premagal viteze v bitki pri Pokarvisu in bitki pri Löbauu. Ker uporniki niso mogli zavzeti zidanih gradov tevtonskih vitezov, so bili nazadnje poraženi. Herkusa, enega najvidnejših pruskih voditeljev, so leta 1273 ujeli in obesili. Natanški plemiči so se podredili Nemcem, ki so jim obljubili privilegije in nemoteno lastništvo njihovih posesti. Natangi se zadnjič uprli leta 1295 pod odstvom Sabinasa in Stanta
Leta 1454 je kralj Kazimir IV. Jagelo vključil regijo v Kraljevino Poljsko.  Po trinajstletni vojni, najdaljši od vseh poljsko-tevtonskih vojn od  leta 1466, je Natangija postala del Poljske kot fevd v lasti Tevtonskega reda in po letu 1525 v lasti sekularne vojvodske Prusije.
Ko so se na tem območju naselili nemški kolonisti, so Natangi do 17. stoletja ohranili svoj lokalni jezik in običaje. Kasneje je njihova identiteta izginila. Do konca 17. ali v začetku 18. stoletja so se zlili z nemškim prebivalstvom, vendar se je lokalno prebivalstvo še do leta 1945 opredeljevalo kot Natangi. Zanimivo je, da se je celo lokalni časopis v Landsbergu (Górowo Iławeckie) po letu 1919 imenoval Natanger Zeitung.